# Nyŏngbyŏn-gun
Der Landkreis Nyŏngbyŏn-gun (südkoreanische Schreibweise: Yŏngbyŏn 영변) liegt in der Provinz P’yŏngan-pukto der Demokratischen Volksrepublik Korea (Nordkorea).

## Natur
Nyŏngbyŏn besteht vor allem aus Bergland. Die höchste Erhebung ist der Hyangjŏk-san (향적산 香積山, 805 m) im Norden des Landkreises. Wälder – vor allem Kiefern, Eichen und Kastanien – bedecken 50,9 % der Fläche.

## Klima
Das Klima ist kontinental gemäßigt; die jährliche Durchschnittstemperatur beträgt 8,4 °C, das Mittel im Januar ist −10,4 °C, im August 23,7 °C. Im Sommer kann es sehr heftig regnen. Nyŏngbyŏn hat durchschnittlich 1.400 mm Niederschläge pro Jahr.

## Wirtschaft
In Nyŏngbyŏn werden Rohstoffe für die Keramikindustrie sowie Gold und Graphit abgebaut.
40 % des Landkreises sind landwirtschaftlich genutzte Flächen, es werden vor allem Mais, Bohnen und Tabak angebaut, daneben spielt Seidenraupenzucht eine wichtige Rolle. Eine berühmte Seidenmarke ist nach dem Yaksandongdae (s. u.) benannt.
Industrieproduktion ist auf die Herstellung von Baukeramik aus den lokal vorhandenen Rohstoffen konzentriert, außerdem gibt es kleinere Betriebe, die Bekleidung, Möbel und Lebensmittel herstellen.
In Nyŏngbyŏn befindet sich die Kerntechnische Anlage Nyŏngbyŏn, die zum Gegenstand einer internationalen Kontroverse geworden ist.

## Sehenswürdigkeiten
In Nyŏngbyŏn gibt es Überreste einiger Tempel und historischer Gebäude, darunter der Ch'ŏnju-sa (천주사 天柱寺) und der Sŏun-sa (서운사 棲雲寺 bzw. 西雲寺), die auf die Koryŏ-Dynastie zurückgehen, und die Festung Ch'ŏrong-sŏng (철옹성 鐵甕城).
Am bekanntesten ist Nyŏngbyŏn jedoch für die Landschaft am Yaksandongdae (약산동대 藥山東臺), einem Berghang, der bekannt für seine Heilkräuter und Thermalquellen ist. Yaksandongdae liegt zwei Kilometer westlich der Kreisstadt Nyŏngbyŏn-ŭp und ist landschaftlich sehr reizvoll, mit schroffen Felsen, Azaleen, Kiefern, Eichen und einer Lorbeer-Art (lindera obtusiloba), dem Fluss Kuryong-gang (구룡강 九龍江) sowie einem Wasserfall. Die höchste Erhebung ist 488 m hoch. Auf dem Berg gibt es zwei Aussichtspavillons, Tongdae (동대 東台) und Hakpyŏllu (학별루 鶴別樓). In der Nähe des Tongdae befindet sich ein berühmter Felsen, dessen Form an zwei Schildkröten erinnert.

## Administrative Gliederung
- Nyŏngbyŏn-ŭp 녕변읍 寧邊邑
- Pun’gang-rodongjagu 분강로동자구 分江勞動者區
- Ryonggang-rodongjagu 룡강로동자구 龍江勞動者區
- Songwŏn-rodongjagu 송원로동자구 松原勞動者區
- P’arwŏn-rodongjagu 팔원로동자구 八院勞動者區
- Hach’o-ri 하초리 下草里
- Hwap’yŏng-ri 화평리 和平里
- Kosŏng-ri 고성리 古城里
- Kuhang-ri 구항리 龜項里
- Kusan-ri 구산리 龜山里
- Kwanha-ri 관하리 館下里
- Maeya-ri 매야리 梅野里
- Mang’il-ri 망일리 望日里
- Myŏngdŏk-ri 명덕리 明德里
- Namdŭng-ri 남등리 南燈里
- Namsan-ri 남산리 南山里
- Obong-ri 오봉리 梧鳳里
- Okch’an-ri 옥창리 玉昌里
- Pongsan-ri 봉산리 鳳山里
- Ryongch’u-ri 룡추리 龍秋里
- Ryonghwa-ri 룡화리 龍花里
- Ryongp’o-ri 룡포리 龍浦里
- Ryongsŏng-ri 룡성리 龍城里
- Sejuk-ri 세죽리 細竹里
- Sŏhwa-ri 서화리 西花里
- Songgang-ri 송강리 松江里
- Songhwa-ri 송화리 松花里
- Sŏsan-ri 서산리 西山里
- Sŏwi-ri 서위리 西位里
- Taech’ŏn-ri 대천리 大泉里
- Tongnam-ri 동남리 東南
- Yŏnhwa-ri 연화리 延花里